# Station Stawek
Station Stawek is een spoorwegstation in de Poolse plaats Rogowiec.